# Paradise Guerrilla
Paradise Guerrilla — бразильський поп-гурт, з Ріо-де-Жанейро, створений у 2022 році.
Поточний склад гурту: Starlight, U.F.O, Frankstation.

## Історія
У відео та виступах гурту відчувається вплив наукової фантастики, всесвіту ігор та культури коміксів. Учасники гурту вдягаються у костюми інопланетян. Поп-звучання гурту поєднує використання електронних та аналогових інструментів, таких як синтезатори Муга, драм-машини, бас-гітара, гітара. Ліричні тексти гурту торкаються таких тем, як позаземне життя та людські стосунки.
Дебютний сингл гурту, «Another Galaxy», увійшов до 50 пісень, які найчастіше звучали на бразильському радіо у 2022 році.
Музичне відео гурту було номіновано у двох категоріях на фестивалі Music Video Festival Awards, у 2022 році.
У 2023 році гурт анонсує свій перший альбом «I Wanna Make A Hole In The Sky», який супроводжується трилогією музичних відео, які були записані в рамках нової гри гурту, яка збігається з їхнім виступом на першому фестивалі The Town Festival в Сан-Паулу.

## Учасники гурту
- Starlight — головний вокал, музичне виробництво
- UFO — електрогітара, синтезатор, музичне виробництво
- Frankstation — електричний бас, синтезатор, музичне виробництво

## Дискографія

### Альбоми
- I Wanna Make A Hole In The Sky[1](2023)

### Сингли
- Another Galaxy[10](2022)
- Escape feat. Tsukiyomi[11](2022)
- Through The Lights[12](2022)
- Intoxicated[13](2023)
- Storm[8](2023)
- Supernatural Freak[14](2023)

## Нагороди та номінації
Music Video Festival Awards
2022 рік
- Номінація у категоріях: «Кращий наратив у музичному відео — на вибір журі» та «Спецефекти в музичному відео — на вибір журі»[15]